# Akaigawa
Akaigawa (赤井川村?) è un villaggio giapponese della prefettura di Hokkaidō.